# Myrafälle
Myrafälle (ibland Mirafälle) är en serie av vattenfall i Österrike. De ligger i förbundslandet Niederösterreich, i den östra delen av landet.
Den högsta punkten i närheten är Hausstein, 668 meter över havet, norr om Myrafälle. Närmaste större samhälle är Muggendorf, direkt söder om Myrafälle.
I omgivningarna runt Mirafälle växer i huvudsak barrskog. Runt Mirafälle är det ganska tätbefolkat, med 75 invånare per kvadratkilometer.